# Michigan (kortspel)
Michigan, även kallat Newmarket, är ett kortspel som tillhör gruppen stoppspel, och som i likhet med de andra spelen i denna grupp går ut på att bli av med de kort man har på handen. I Michigan tillkommer därutöver målsättningen att få betalt för utspel av vissa värdefulla kort.
Innan spelet börjar tar man fram hjärter ess, ruter kung, spader dam och klöver knekt ur en annan kortlek och placerar dem mitt på bordet. Till varje giv ska spelarna på valfritt sätt fördela fyra, eller annat överenskommet antal, marker var på dessa kort. Markerna inkasseras sedan av den spelare som under spelets gång kan spela ut motsvarande kort.
Vid given delas kort ut även till en extra hand. Den spelare som är giv eller, om så överenskommits, förhand har rätt att innan spelets början byta ut sina kort mot korten i extrahanden. Ofta spelar man också med regeln att given kan välja att i stället auktionera bort extrahanden, mot betalning i marker.
Förhand inleder spelet med att lägga ut sitt lägsta kort i valfri färg. Den spelare som har det närmast högre kortet i samma färg lägger därefter ut detta, och på detta sätt fortsätter spelet tills det inte går att komma vidare. Den som lagt det sista kortet spelar sedan ut på nytt och ska då i första hand spela ut sitt lägsta kort i en annan färg.
Spelet avslutas när någon har lagt ner sitt sista kort och därmed har vunnit given. De övriga spelarna betalar vinnaren en mark för varje kort som finns kvar på handen.
Det kortspel som går under benämningen boodle är i princip samma spel som Michigan.